# BoCo
BoCo株式会社（ボコ、英: BoCo Inc.）は、独自開発の骨伝導技術を活用したコミュニケーション・デバイスメーカーであるとともに、そのデバイスを活用した新しいコミュニケーション・プロダクツの開発、製造を担うメーカーである。

## 概要
骨伝導技術を活用したコミュニケーション・デバイスメーカーであるBoCo株式会社。
直営実店舗「boco STORE ginza」を2017年11月に開店、2018年9月には愛媛県松山に2号店を開店（松山店は2021年に閉店）。
海外子会社にBoCo China、BoCo Korea。

## 沿革
- 2015年 - 創業。
- 2017年 - GREEN FUNDINGにおいて、当時日本最大記録となる総額101,515,371円の資金調達に成功[1]。
- 2018年 - 「内閣府オープンイノベーションチャレンジ2017」の認定企業として採択。
- 2019年 - GREEN FUNDINGにおいて、世界初となる完全ワイヤレス型骨伝導イヤホンearsopen® “PEACE”【音楽モデル/聴覚補助モデル】のクラウドファンディングを実施。121日間（2019年7月24日から11月21日）で、総額164,781,493円の資金調達に成功。当時、GREEN FUNDING 最大の支援総額[2]。
- 2020年 - PEACE TW-1を一般販売。
- 2021年 - 製品WBA-1に技適マーク表示不備が発覚、購入した顧客に対しラベル処理にて対応の告知[3]。
- 2022年 - 骨伝導集音器「HA-5S」及び「GD-ES-01」のレンタルを開始。

## 製品
- 完全ワイヤレス骨伝導イヤホン 左右独立型   PEACE TW-1
- ワイヤレス骨伝導イヤホン ヘッドセットタイプ   FIT BT-1
- 骨伝導イヤホン フックタイプ   WR-5 HK-1002
- 骨伝導イヤホン クリップタイプ   WR-3 CL-1001
- ワイヤレス骨伝導イヤホン　BT-5 CL-1002
- 高出力アンプ   WPA-1
- ワイヤレス骨伝導イヤホン（音楽・会話用）HA-5 CL1002（クリップタイプイヤホン）
- ワイヤレス骨伝導イヤホン（音楽・会話用）HA-5 IN-1002（インタイプイヤホン）
- 会話用骨伝導イヤホン（会話用）   HA-5S CL-1002（クリップタイプイヤホン）
- 会話用骨伝導イヤホン（会話用）   HA-5S IN-1002（インタイプイヤホン）
- docodemo SPEAKER   SP-1
- bath CAPSULE   SPC-1

## 受賞
- 2017年
  - 「内閣府オープンイノベーションチャレンジ2017」の認定企業として採択[4]
- 2019年
  - 2019年度グッドデザイン賞[5]
  - 第1回　次世代型ショールーム蔦屋家電＋(プラス)　金賞[6]
  - 東京都信用金庫協会しんきん協議会連合会 東京事業経営者会 優秀企業特別奨励賞
  - VGP 2019 SUMMER 金賞[7]
- 2021年
  - 2021年度グッドデザイン賞 完全ワイヤレス骨伝導イヤホン「PEACE TW-1」
  - VGP 2021 金賞
  - 第32回　東京都大田区中小企業　新製品・新技術コンクール　最優秀賞